# 레고 닌자고 무비
《레고 닌자고 무비》(영어: The Lego Ninjago Movie)는 2017년 덴마크의 컴퓨터 애니메이션 코미디 무술 영화로, 블록 장난감 프랜차이즈 레고 닌자고를 기반으로 한 작품이다. 《레고 무비》(2014)의 스핀오프로 기획되었다. 찰리 빈이 연출하고 데이브 프랭코, 마이클 페냐, 쿠마일 난지아니, 잭 우즈, 프레드 아미슨, 애비 제이컵슨, 올리비아 먼, 저스틴 서룩스, 성룡이 성우로 출연한다.

## 줄거리
한 어린 소년이 유물 상점의 수수께끼 같은 주인인 류 씨를 만나고, 류 씨는 그에게 레고 세계 안에 있는 도시인 닌자고의 이야기를 들려준다. 닌자고는 사악한 군벌 가마돈 경과 그의 해양 생물 테마의 부하들에 의해 자주 테러를 당한다. 가마돈의 끊임없는 도시 공격으로 인해 그의 아들 로이드는 가마돈과의 관계로 인해 닌자고 시의 거의 모든 사람들에게 멸시를 받아 정서적 스트레스에 시달린다. 아무도 모르게, 로이드는 카이, 콜, 제이, 쟌, 니야, 그리고 그들의 스승 우(가마돈의 형이자 로이드의 삼촌)로 구성된 닌자 팀의 리더인 그린 닌자이며, 그들은 항상 메카를 이용한 전투로 가마돈이 닌자고를 점령하는 것을 막는다. 가마돈이 또다시 닌자고를 정복하는 데 실패하자, 그의 기술 부서는 그에게 거대한 새 메카를 보여준다.
승리 후, 우는 닌자들에게 그들의 "독특한 원소"만이 가마돈을 영구적으로 물리칠 수 있다고 말한다. 로이드는 자신의 원소가 "녹색"이라는 것을 알고 좌절한다. 반면 카이는 불, 콜은 흙, 제이는 번개, 쟌은 얼음, 니야는 물이다. 우는 또한 "궁극의 무기"에 대해 언급하며, 우가 아무도 그 장치를 사용할 수 없다고 경고했음에도 불구하고 로이드에게 가마돈을 막을 새로운 희망을 준다. 다음 날, 가마돈은 그의 새 메카로 닌자고를 공격하고 이번에는 로이드를 물리친다. 가마돈이 자랑스러워할 때, 로이드는 궁극의 무기를 가지고 돌아와 발사하지만, 그것이 실제로는 야옹이라는 고양이를 유인하는 레이저 포인터라는 것을 발견한다. 가마돈은 닌자의 메카에 레이저를 겨누고, 고양이는 메카를 파괴하지만 로이드는 그것을 부러뜨린다. 가마돈이 승리를 축하할 때, 로이드는 자신의 정체를 드러내고 아버지를 비난하며 가마돈을 혼란에 빠뜨린다.
로이드는 친구들과 우를 만난다. 우는 그들에게 야옹이가 닌자고를 파괴하는 것을 막기 위해 섬 반대편에서 찾을 수 있는 "궁극의 궁극의 무기"를 사용해야 한다고 말한다. 가마돈은 그 대화를 엿듣고 뒤쫓아가 닌자들을 가로챈다. 우와 가마돈은 싸우고, 우는 가마돈을 우리에 가두는 데 성공하지만, 다리에서 강물로 떨어진다. 휩쓸려가기 전에 우는 닌자들에게 "내면의 평화"를 찾아야 한다고 말한다. 닌자들은 로이드의 짜증에도 불구하고 가마돈이 그들을 이끌고 계속 나아간다. 그럼에도 불구하고, 그 둘은 여행 내내 유대감을 형성하고, 닌자들은 싸움에 메카에만 의존하지 않는 법을 배운다. 일행은 가마돈의 해고된 장군들과의 조우에서 살아남고, 가마돈은 로이드에게 던지는 법을 가르친다.
그들은 결국 가마돈과 우의 어린 시절 집인 연약한 기초의 사원에 추락한다. 그는 로이드에게 그의 어머니인 코코가 한때 레이디 아이언 드래곤이라는 이름의 전사였으며, 닌자고를 정복하기로 결정한 후에도 그들과 함께 있기를 바랐지만, 자신의 방식을 바꿀 수 없었기 때문에 떨어져 지내야 했다고 말한다. 닌자들은 궁극의 궁극의 무기를 찾는데, 그것은 그들의 원소의 힘을 닮은 레고 조각들로 구성된 상자였다. 그러나 로이드가 반역을 일으킨 장군을 대체하라는 가마돈의 제안을 거절하자 가마돈은 도시를 점령하겠다는 결심을 굳히고 그것을 훔친다. 예상치 못한 반전으로 가마돈은 사원이 무너지기 시작하자 닌자들을 사원 안에 가둔다. 로이드는 "내면의 평화"가 그들의 원소의 힘을 해방하고 무너지는 사원에서 탈출해야 한다는 것을 의미한다는 것을 깨닫는다. 그들이 절벽에서 떨어질 때, 우는 닌자들의 비행선인 데스티니즈 바운티로 그들을 구하고, 그들은 닌자고 시로 돌아간다.
가마돈은 궁극의 궁극의 무기로 야옹이를 물리치려 하지만, 결국 먹힌다. 로이드와 다른 이들이 도착하여 가마돈의 군대와 싸우기 시작한다. 로이드가 야옹이에게 다가가자, 그는 모두에게 자신이 그린 닌자임을 밝히고 "녹색"이 생명을 의미하며 자신의 원소가 닌자와 가족을 연결하는 것임을 깨닫는다. 그는 야옹이를 위로하고 길들이며 가마돈에게 진심으로 사과하고, 그를 용서한다고 말한다. 자신의 잘못을 깨달은 가마돈은 불의 눈물을 흘리고, 야옹이는 그를 다시 토해낸다. 로이드와 가마돈이 화해한 후, 야옹이는 닌자고의 마스코트가 되고 로이드는 영웅으로 추앙받는다.
류 씨가 닌자고에 대한 이야기를 마치자, 그는 소년에게 위대한 닌자 전사가 될 잠재력이 있다고 알려주고 새벽에 훈련을 시작할 것이라고 말한다.

## 출연진
- 데이브 프랭코 - 로이드 몽고메리 가마돈
- 올리비아 먼 - 마사코 몽고메리
- 저스틴 서룩스 - 제왕 가마돈
- 성룡 - 마스터 우
- 마이클 페냐 - 카이 스미스
- 잭 우즈 - 쟌
- 애비 제이컵슨 - 니야 스미스
- 쿠마일 난지아니 - 제이
- 프레드 아미슨 - 콜